# Alfredo De Vincenzi
Alfredo Ciríaco De Vincenzi, in alcuni casi scritto anche Devincenzi (Buenos Aires, 9 giugno 1907 – ...), è stato un calciatore argentino naturalizzato italiano, di ruolo attaccante.

## Carriera
Attaccante del Racing Club de Avellaneda e della Nazionale argentina, con cui prende parte al Campionato mondiale di calcio 1934, disputando da titolare l'incontro perso dalla Selección a Bologna contro la Svezia, viene ingaggiato al termine del torneo dall'Ambrosiana Inter, in qualità di oriundo.
Coi nerazzurri disputa due campionati di Serie A, chiusi rispettivamente al secondo e quarto posto, realizzando complessivamente 21 reti in campionato su 52 incontri disputati. Nel 1935 disputa un incontro con la Nazionale Italiana B.
Nel 1936 fa rientro in Argentina, proseguendo la carriera col San Lorenzo de Almagro.